# Vahid Halilhodžić
Vahid Halilhodžić (* 15. října 1952 Jablanica) je bývalý jugoslávský fotbalista a trenér bosňáckého původu. S jugoslávskou reprezentací se zúčastnil Mistrovství světa ve fotbale 1982. Dvakrát se stal nejlepším střelcem francouzské ligy.

## Hráčská kariéra
Halilhodžić hrál za Velež Mostar, Neretvu Metković, FC Nantes a Paris Saint-Germain. V dresu Nantes byl 2× králem střelců francouzské ligy.
S týmem Jugoslávie do 21 let vyhrál v Mistrovství Evropy v roce 1978. Se jugoslávskou reprezentací se zúčastnil Mistrovství světa ve fotbale 1982.

## Trenérská kariéra
Halilhodžić trénoval mnoho klubů a také reprezentace Pobřeží slonoviny, Alžírska, Japonska a Maroka.
S týmem Raja Casablanca vyhrál v roce 1997 africkou Ligu mistrů.

## Úspěchy

### Hráč
Velež Mostar
- Jugoslávský pohár – Pohár maršála Tita: 1980/81

Nantes
- Ligue 1: 1982/83

Jugoslávie U21
- Mistrovství Evropy do 21 let: 1978

Individuální
- Mistrovství Evropy do 21 let Golden Player: 1978
- Ligue 1 Zahraniční hráč roku: 1984, 1985[1]
- Král střelců francouzské ligy: 1982/83, 1984/85

### Trenér
Raja Casablanca
- Liga mistrů CAF: 1997
- Botola: 1997/98

Lille
- Ligue 2: 1999/00

Paris Saint-Germain
- Coupe de France: 2003/04

Dinamo Zagreb
- Prva hrvatska nogometna liga: 2010/11